# Kulturvetenskapliga arkivet Cultura vid Åbo Akademi

Detalj av råskåpdörr från Bertils, Vörå. Akvarell av Irja Sahlberg 1935. Cultura KIVÅ Kr148.

Kulturvetenskapliga arkivet Cultura vid Åbo Akademi är ett traditions- och forskningsarkiv. Arkivet består av etnologiska samlingarna, folkloristiska samlingarna, samt Svensk-Finlands Textilarkiv men är numera forskningsarkiv för hela fakulteten för humaniora, psykologi och teologi (FHPT) vid Åbo Akademi. 
Tillsammans med bl.a. Svenska Litteratursällskapets arkiv utgör Cultura en viktig aktör inom kulturvetenskaplig forskning i Finland. De äldsta dokumenten i arkivets samlingar är från 1700-talet, bland dem skillingtryck från Finland, Sverige och Danmark samt textilprover från svenskbygderna i Finland.

## Samlingar
Etnologiska samlingarna består till största del av material insamlat under studenters och forskares fältarbeten på olika orter i Finland från 1920-talet till nutid och omfattar skriftligt material, fotografier, intervjuer, kartor, ritningar, filmer och videoband.
Folkloristiska samlingarna består av folkloristiska och religionsvetenskapliga samlingar i form av handskrifter, inspelningar, fotografier, urklipp och videofilmer. De äldre samlingarna innehåller främst sagor, sägner och visor, medan dagens insamling har ett bredare anslag.
Svensk-Finlands Textilarkiv är ett specialarkiv för hela svenskfinlands textila tradition från ca 1750-talet framåt. Samlingarna fungerar som forskningsarkiv med textilprover ordnade ortsvis och med hela textiler från fest till vardag. År 2014 utökades samlingarna då Åbo hemslöjdslärarinstituts arkiv med textiler donerades till Cultura av Yrkeshögskolan Novia.
Nytt material till Culturas samlingar uppkommer huvudsakligen genom forskning, donationer, undervisning och egen insamling i form av frågelistor.

## Historia
Institutet för nordisk etnologi (INE) grundades 1927 av Gabriel Nikander och Otto Andersson. Verksamheten startade med en deposition från Svenska Litteratursällskapet i Finland till de ämnen som idag benämns Nordisk etnologi, Nordisk folkloristik samt Musikvetenskap vid Åbo Akademi. Till en början arbetade INE speciellt med utgivning av volymer i serien Finlands Svenska Folkdiktning.
Under andra världskriget förvarades samlingarna i Sverige. INE lades ner 1968, och samlingarna övergick då till den just grundade Institutionen för folkdiktsforskning (IF). År 1988 bytte IF namn till Folkloristiska arkivet.
Kulturhistoriska institutionen vid Åbo Akademi (KIVÅ) grundades 1952 med avsikt att samla in material bl.a. genom frågelistor. Den första frågelistinsamlingen (Om dödandet av hästar, hundar och katter 1952) skickades ut till informantnätverket av professor Helmer Tegengren. På 1970-talet började KIVÅ kallas Etnologiska arkivet.
Grunden för Svensk-Finlands Textilarkiv är Marthas hemslöjdsarkivs textilprover som insamlades under åren 1928–1935 under ledning av Hjördis Dahl. 
Kulturvetenskapliga arkivet Cultura vid Åbo Akademi grundades 2011 då Etnologiska arkivet, Folkloristiska arkivet och Svensk-Finlands Textilarkiv förenades till en enhet.